# Þingvallavatn
Þingvallavatn  ( PRONÚNCIA; TRANSLITERADO "Thingvallavatn") [a] é um lago no sudeste da Islândia, a 50 km a leste de Reiquiavique. Com uma superfície de 84 quilômetros quadrados, é o maior lago natural do país. Sua maior profundidade é 114 metros. O lago é parte do Parque Nacional de Þingvellir. A origem vulcânica da ilha é claramente visível no lago. As falhas geológicas criam cânions onde as placas tectônicas Eurasiana e Norte Americana se encontram. A única saída de água do lago é o Rio Sog.

## Pesca e mergulho
Nas águas claras do lago Thingvallavatn, é praticada a pesca da truta ártica, e do mergulho.